# Kevin Rutmanis
Kevin Rutmanis (vero nome Kevins Roberts Visvaldis Rutmanis) (New York, 1958) è un bassista statunitense.
Rutmanis è nato nel Bronx da immigrati lettoni. Successivamente la famiglia di Kevin si trasferisce a Lincoln nel Nebraska, dove completerà la scuola pubblica, mostrando delle buone doti con il pianoforte ed il violoncello. Nel 1976 si trasferisce a Minneapolis, dove frequenta l'università locale, e fa amicizia con Thor Eisentrager. Nel 1985, Kevin, Thor, Sandris Rutmanis (fratello di Kevin) e l'ex batterista dei Jayhawks, Norm Rogers, inizialmente nel ruolo di cantante, formano i The Cows, gruppo con il quale Kevin suonerà fino allo scioglimento avvenuto nel 1998. Sempre nel 1998, Kevin entra a far parte dei Melvins, e ne farà parte fino al 2005, anno nel quale viene allontanato dalla band per probabili problemi di droga. Farà parte anche del gruppo formato dall'ex cantante dei Faith No More, i Tomahawk, tra il 2001 ed il 2003.

## Discografia

### Con i Cows
- 1987 - Taint Pluribus Taint Unum
- 1989 - Daddy Has a Tail
- 1990 - Effete & Impudent Snobs
- 1991 - Peacetika
- 1992 - Cunning Stunts
- 1993 - Sexy Pee Story
- 1994 - Orphan's Tragedy
- 1995 - Old Gold 1989-1991
- 1996 - Whorn
- 1998 - Sorry in Pig Minor

### Con i Melvins
- 1998 - Alive at the F*cker Club
- 1999 - The Maggot
- 1999 - The Bootlicker
- 2000 - The Crybaby
- 2001 - Electroretard
- 2001 - Colossus of Destiny
- 2002 - Hostile Ambient Takeover
- 2002 - Millennium Monsterwork 2000 (con Fantômas)
- 2000 - The Trilogy Vinyl - Ipecac Recordings
- 2003 - Melvinmania: Best of the Atlantic Years 1993-1996
- 2004 - Neither Here Nor There (libro + cd)
- 2004 - Pigs of the Roman Empire (con Lustmord)
- 2004 - Never Breathe What You Can't See (con Jello Biafra)
- 2005 - Sieg Howdy! (con Jello Biafra)

### Con i Tomahawk
- 2001 - Tomahawk
- 2003 - Mit Gas